# فلم ناروتو: الأطلال الوهمية في أعماق الأرض
فيلم ناروتو: الأطلال الوهمية في أعماق الأرض (باليابانية:劇場版 NARUTO -ナルト- 大激突!幻の地底遺跡だってばよ) أو فيلم ناروتو: أسطورة حجر غيليل (بالإنجليزية: Naruto the Movie: Legend of the Stone of Gelel) هو فيلم للأنمي المشهور ناروتو تم إنتاجه في 2005 من بطولة جونكو تاكيوتشي و‌تشي ناكامورا و‌شوتارو موريكبو و‌أكيرا إيشيدا و‌ياسيوكي كاسي وإنتاج شركة توهو المحدودة وإخراج هيروتسوغو كاواساكي وسبقه فيلم ناروتو صدام النينجا في أرض الثلج. عُرض الفيلم لأول مرة في السينمات اليابانية في 6 أغسطس 2005 وعُرض أيضًا على شبكة الكارتون "كارتون نيتورك" في 26 يوليو 2008 وصدر النسخة الديفيدي في 29 يوليو 2008. يُعرض الفيلم بعد الحلقة 160.

## القصة
يبدأ الفيلم بمعركة على شاطئ مهجور بين نينجا الرمال ومحاربين غامضين يرتدون دروعًا ضخمة. وبالرغم من مجهوداتهم العظيمة، إلا أنهم يتراجعون بسبب قوة خصمهم العاتية. في الوقت المناسب، تصل التعزيزات بقيادة كانكرو وغارا مما يقلب الكفة لصالحهم، حيث يمزق درعًا باستخدام دميته، ويقتل غارا أعدادًا كبيرة من العدو باستخدام تقنيته جنازة الصحراء الملكية. مع ذلك، حين يأمر غارا نينجا الرمال بإطلاق إشارة ضوئية للعدو المنسحب، تظهر سفينة حربية ضخمة.

## فريق العمل
| الدور              | المؤدي الياباني |
| ------------------ | --------------- |
| ناروتو أوزوماكي    | جونكو تاكيوتشي  |
| ساكورا هارونو      | تشي ناكامورا    |
| شيكامارو نارا      | شوتارو موريكبو  |
| غارا               | أكيرا إيشيدا    |
| كانكرو             | ياسيوكي كاسي    |
| سونيك القنفذ       | كوسوك توريني    |
| ساسوكي أوتشيها     | نوريكي سوجياما  |
| تيموجين            | جامون كاي       |
| كامينا             | ساشيكو كوجيما   |
| رانكي              | هوكو كواشيما    |
| كاهيكو             | ناتشي نوزاوا    |
| فوجاي              | أرارا تاكانو    |
| هيدو               | أكيو نوجيما     |
| إمينا              | توموكا كوروكاوا |
| صديق طفولة تيموجين | تاكاكو هوندا    |

## وصلات خارجية
- مقالات تستعمل روابط فنية بلا صلة مع ويكي بيانات
- فيلم ناروتو: الأطلال الوهمية في أعماق الأرض على قاعدة بيانات الأفلام على الإنترنت.
- فيلم ناروتو: الأطلال الوهمية في أعماق الأرض في شبكة أخبار الأنمي.
- فيلم ناروتو: الأطلال الوهمية في أعماق الأرض في موسوعة ناروتو.